# Строганов, Никита Григорьевич
Никита Григорьевич Строганов (15 сентября 1560 — 23 ноября 1616) — крупный русский купец, промышленник и землевладелец.

## Биография

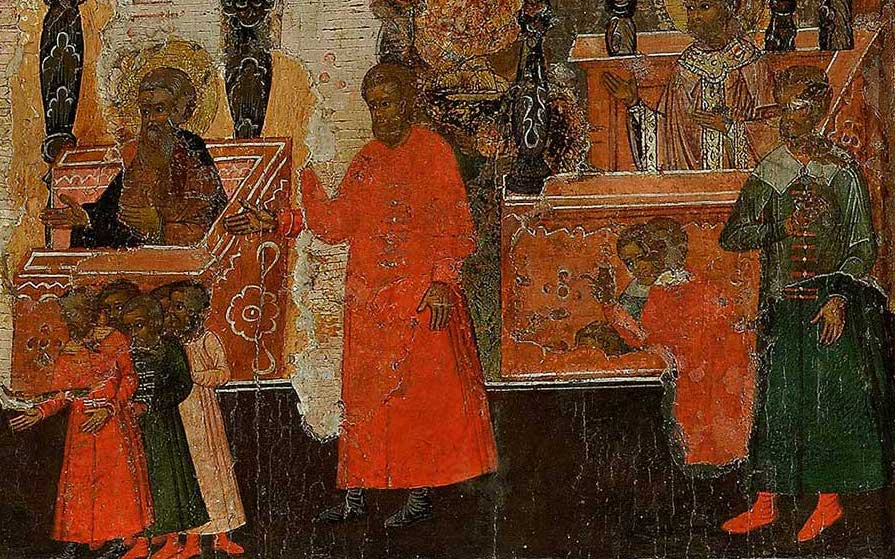
Изображение семьи Строгановых на иконе "Иже херувимы". Справа с рукой на груди изображён Никита Григорьевич Строганов, вкладчик иконы. Посередине стоит Семён Аникеевич перед Симеоном Столпником

Представитель богатого купеческого рода Строгановых. Сын Григория Аникеевича Строганова (ок. 1533—1577) и Мавры Григорьевны Бутусиной (1537—1574).
В 1577 году после смерти своего отца Никита Строганов унаследовал его обширные вотчины в Перми Великой. В декабре того же года Никита договорился с дядей Семёном Аникеевичем и двоюродным братом Максимом Яковлевичем о полюбовном разделе строгановских дворов в Москве, Калуге, Переяславле-Залесском и Вологде, а также о разделе дворовых людей — «полонных немцев и литвяков».

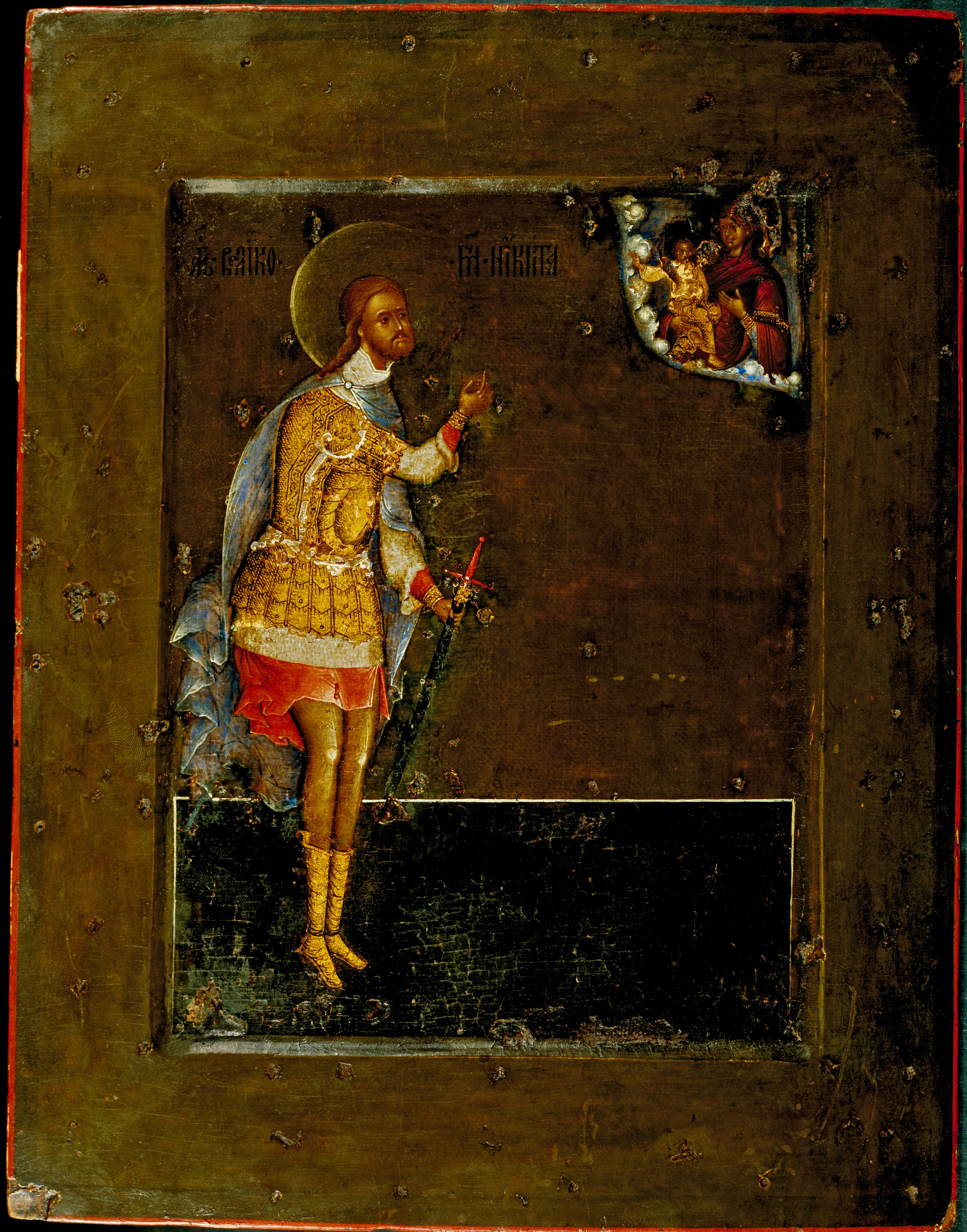
Икона св. Никиты-воина — небесного покровителя Н.Г. Строганова, вложенная им в Сольвычегодский собор (1593 год)

В 1579 году по переписи И. И. Яхонтова Никите Григорьевиче Строганову принадлежали 1 острог, 3 деревни, 4 починок, 384 четей пашенной земли, 118 десятин пашенного леса и 4180 копен сена.
В 1581 году Никита Григорьевич вместе с Семёном Аникеевичем и Максимом Яковлевичем Строгановыми призвал с Волги атамана Ермака с большим казацким отрядом и организовал поход на Сибирское ханство.
В дальнейшем на короткое время Никита попал в опалу — в 1588 году правительство царя Федора Иоанновича конфисковало его владения в Прикамье. Но уже в 1591 году Н. Г. Строганов получил царскую жалованную грамоту на владение его вотчиной «Орлом-городком с варницами и с правом не судить его, опричь татьбы».
В апреле 1597 году царь Фёдор Иоаннович выдал А. Г. Строганову жалованную грамоту на владение местами по реке Кама и её притокам: Сызве, Нытве, Юге, Очере и Ошапе на 55 верст (586 382 десятин) «с правом несудимости».
Во время Смутного времени промышленники Никита Григорьевич, Максим Яковлевич, Андрей и Пётр Семёновичи Строгановы оказывали финансовую и военную помощь царскому правительству Василия Шуйского.
23 февраля (5 марта) 1610 году в награду за «усердную службу царю и отечеству» Никита Григорьевич Строганов получил от царя Василия Шуйского почётное звание «именитого человека».
В июле 1614 года новый царь Михаил Фёдорович подтвердил за Никитой Григорьевичем Строгановым прежнюю царскую грамоту на Орёл-городок вместе с окрестными деревнями и другими угодьями.
В том же году Максим Яковлевич и Никита Григорьевич Строгановы получили царскую грамоту, где «за их службу и многие денежные ссуды для избавления Московского государства от польских и литовских людей велено в грамотах и других бумагах писать к ним и детям их с вичем» (то есть с полным отчеством).
В сентябре 1614 года царь Михаил Фёдорович выдал Никите Григорьевичу Строганову жалованную грамоту на владение местами на правой стороне Камы от реки Ласьвы вниз до реки Ошапа на 55 верст, вместе с впадающими речками Сылвой, Нытвой, Югом, Очером и Ошапом. На реке Очер Никита Строганов построил Очерский острожек.
Вотчинник Сольвычегодского и Устюжанского уездов, иконописец-любитель.
В ноябре 1616 года 56-летний Никита Григорьевич Строганов скончался. Его похоронили в Успенском соборе Сольвычегодска.

## Семья и дети
Около 1580 года женился на Евпраксии Фёдоровне Кобелевой (1564—1608), дочери Фёдора Кобелева (ум. 1586). Их дети:
- Татьяна
- Марфа

В 1629 году вотчина Никиты Строганова (Орловский и Очерский округа) была разделена между его родственниками, Андреем и Петром Семёновичами и Иваном Максимовичем Строгановыми.